# Associação Brasileira de Empresas de Projetos e Consultoria em Engenharia Geotécnica
A Associação Brasileira de Empresas de Projetos e Consultoria em Engenharia Geotécnica (ABEG) agrega empresas especializadas no desenvolvimento de projetos de: Fundações, Contenções, Taludes e sua estabilidade, Terraplenagem, Pavimentação e Drenagem, Geotecnia ambiental, Túneis e Barragens.

## História
A ABEG foi fundada no dia 27 de novembro de 1997 e é uma associação sem fins lucrativos que tem o objetivo de fortalecer suas empresas associadas, além de difundir a importância do consultor independente e dos projetistas em engenharia geotécnica ao mercado da engenharia e construção civil. Desde sua fundação a empresa busca expandir a engenharia geotécnica no país através de congressos, cursos e eventos.

## Prêmio ABEG Sigmundo Golombek
Em 2017 a ABEG lançou o Prêmio ABEG Sigmundo Golombek, que busca reconhecer os melhores trabalhos de fundações ou contenções dentro da geotecnia. O homenageado, Sigmundo Golombek, faleceu em 2017 e foi um dos grandes nomes da engenharia geotécnica do País. Ajudou nos projetos das rodovias dos Bandeirantes e dos Imigrantes, e se destacou também pelo seu pioneirismo ao abrir a primeira empresa de consultoria independente na área de fundações e contenções, a Consultrix.
O primeiro Prêmio ABEG foi concedido em 2018 à empresa Consultrix e ao engenheiro Milton Golombek, diretor da Consultrix e filho de Sigmundo. O projeto vencedor foi o “Grande Ufficiale Evaristo Comolatti”, edifício construído entre a Avenida Paulista e a Rua da Consolação, em São Paulo, entre 2015 e 2017.

## ABEGNews
A ABEGNews é a revista eletrônica da Associação, que mostra todas novidades da ABEG e promove discussões em torno de temas importantes para a área de Projetos e Consultoria em Engenharia Geotécnica.

## Empresas associadas
O objetivo da ABEG ao lado das empresas associadas é promover e colaborar com as discussões sobre revisões de Normas Técnicas que impactam diretamente no trabalho e na qualidade dos serviços das empresas.

## Entidades parceiras
- ABECE: Associação Brasileira de Engenharia e Consultoria Estrutural
- ABEF: Associação Brasileira de Empresas de Engenharia de Fundações e Geotecnia
- ABMS: Associação Brasileira de Mecânica dos Solos e Engenharia Geotécnica
- ABNT: Associação Brasileira de Normas Técnicas
- Secovi-SP: Sindicato da Habitação
- SinsdusCon-SP: Sindicato da Indústria da Construção Civil de Grandes Estruturas no Estado de São Paulo